# Boeckella hamata
Boeckella hamata är en kräftdjursart som beskrevs av Brehm 1928. Boeckella hamata ingår i släktet Boeckella och familjen Centropagidae. Inga underarter finns listade i Catalogue of Life.